# Sherali Mirzo
Il Colonnello generale Sherali Mirzo (Distretto di Moskovskij, 24 maggio 1967) è un generale e politico tagiko, attuale Ministro della Difesa del Tagikistan dal 20 novembre 2013 rimpiazzando il precedente generale Sherali Khayrulloev.

## Biografia

### Primi anni di vita e carriera militare
Mirzo è nato nel 1967 nel Distretto di Moskovskij (l'attuale Hamadoni) nella Regione di Chatlon nell'allora Repubblica Socialista Sovietica Tagika. Si è laureato presso l'Accademia del comando militare superiore di Perm ed entrato a far parte delle forze armate dopo l'indipendenza nel 1994. Durante la Guerra civile in Tagikistan, ebbe il comando delle forze militari del Distretto di Vose'. Dal 1994 al 1995 fu un alto ufficiale del dipartimento di addestramento militare del Ministero della Difesa Tagiko e dal 1997 al 2002 fu comandante del 7º Battaglione separato di fucilieri motorizzati., Venne nominato a questa posizione il 13 agosto dello stesso anno per sostituire il colonnello Mahmud Khudoiberdiev detenendo il grado di tenente colonnello all'epoca. Successivamente ha trascorso quattro anni a studiare presso l'Accademia militare dello stato maggiore generale delle Forze armate russe.

### Nomina a posizioni elevate
dal 2005 al 2006 è stato vice-ministro della difesa del Tagikistan prima di essere trasferito al Comitato statale per la sicurezza nazionale (SCNS) successore tagiko del Comitato per la sicurezza dello stato sovietico (KGB). Fu nell'SCNS che servì come comandante delle truppe di frontiera tagike nonché primo vicepresidente dello stesso SCNS. Il 3 ottobre 2013 con decreto presidenziale è stato nominato Ministro della Difesa dal presidente Emomalī Rahmon, succedendo al generale Sherali Khayrulloev dimessosi dalla carica per motivi di salute.

### Azioni come Ministro della Difesa
Nel novembre 2018 è stato rivelato che Mirzo aveva costruito a proprie spese un centro sanitario nel Distretto di Baljuvon. Sotto la sua guida, le prime esercitazioni militari con l'Uzbekistan si svolte presso il campo di addestramento militare di Chorukhdairon nella Regione di Suƣd. Sotto il suo mandato è stato lanciato anche il centro di comando delle forze armate. Nel 2021 ha visitato Teheran, concordando con il generale Mohammad Bagheri l'istituzione di un comitato difensivo e militare congiunto tra l'Esercito nazionale tagiko e le Forze armate della Repubblica Islamica dell'Iran
nel 2014 ha accompagnato il presidente Rahmon a Sochi come parte di una delegazione per partecipare all'apertura degli XXII Giochi olimpici invernali. Nel 2016 si è tenuta una parata in piazza Dousti che onorato il 25º anniversario dell'indipendenza del Tagikistan, con il tenente generale Mirzo che ha ispezionato la parata lungo il viale Rudaki e si è congratulato con i partecipanti all'anniversario.